# V. S. Naipaul
Sir Vidiadhar Surajprasad Naipaul (Chaguanas, Trinitat i Tobago, 1932 - Londres, 11 d'agost de 2018) fou un escriptor britànic, originari de Trinitat i Tobago, guardonat amb el Premi Nobel de Literatura l'any 2001. Va rebre els títols honoraris de Knight Bachelor (Kt) i de Trinity Cross (TC) i va ser membre de la Royal Society of Literature (FRSL).

## Biografia
Va nàixer el 17 d'agost del 1932 a la ciutat de Chaguanas, situada a l'illa de Trinitat, en una família d'immigrants originaris del nord de l'Índia. Als 18 anys, va traslladar-se a Anglaterra per fer estudis d'art a la Universitat d'Oxford, on es llicencià el 1953. Una vegada obtingut aquest títol, es va dedicar al periodisme, col·laborant en diverses revistes i com a crític literari a la BBC.
El 1977, declinà el títol de comanador de l'Imperi britànic, però el 1990 acceptà el nomenament de cavaller per part de la reina Elisabet II del Regne Unit.

## Obra literària
Es va dedicar fonamentalment a la novel·la i als relats, però també va publicar llibres de viatges. Les seues primeres novel·les estan ambientades a les Antilles. Després de l'aparició de la seua primera novel·la, The Mystic Masseur (1957), va obtenir un gran èxit amb Una casa per al senyor Biswas (1961), novel·la autobiogràfica inspirada en la figura de son pare. En The Middle Passage (1962), va deixar les seues opinions sobre les societats postcolonials britànica, francesa i holandesa a les Antilles i de la seua deriva cap a una americanització galopant.
Escriptor cosmopolita, Naipaul va estendre ràpidament el seu abast geogràfic, evocant els efectes del colonialisme i del nacionalisme en el tercer món (Guerrilles, 1975; A Bend in the River, 1979). Va relatar les seues impressions de viatge per l'Índia (India: A Million Mutinies Now, 1990) i va deixar una anàlisi crítica de l'integrisme islàmic als països musulmans com ara Indonèsia, Iran, Malàisia i Pakistan (Among the Believers: An Islamic Journey, 1981 i Beyond Belief: Islamic Excursions among the Converted Peoples, 1998).
La seua novel·la The Enigma of Arrival (1987) i el seu recull de contes A way in the World (1994) són obres essencialment autobiogràfiques. En la primera, Naipaul relata el declivi, i després la destrucció d'una propietat al sud d'Anglaterra i del seu amo, i en la segona retrata la mescla entre les tradicions antillanes i índies i la cultura occidental que descobreix l'autor en instal·lar-se a Anglaterra.
Sovint, les seues obres desesperen els tercermundistes, que li reprotxen el seu pessimisme. Avui dia, en són molts els qui reconeixen el seu trist caràcter premonitori. Naipaul va rebre diversos premis literaris, entre els quals cal esmentar el Premi Booker l'any 1971 per In a Free State i el T. S. Eliot Award for Creative Writing l'any 1986. L'any 2001, fou guardonat amb el Premi Nobel de Literatura per haver combinat narració perceptiva i observació incorruptible en unes obres que ens condemnen a veure la presència de la història amagada.

## Obres

### Obres publicades en català
- 2002 Una vida malaguanyada ISBN 978-84-297-5053-9 (original: Half a Life - 2001)
- 2002 Més enllà de la fe: entre els pobles conversos de l'islam ISBN 978-84-297-5218-2 (original: Beyond Belief: Islamic Excursions among the Converted Peoples - 1998)
- 2003 Una casa per al senyor Biswas ISBN 978-84-297-5302-8 (original: A House for Mr Biswas - 1961)

### Narrativa
- 1957 The Mystic Masseur
- 1958 The Suffrage of Elvira
- 1959 Miguel Street
- 1961 A House for Mr Biswas
- 1963 Mr. Stone and the Knights Companion
- 1967 A Flag on the Island
- 1967 The Mimic Men
- 1971 In a Free State
- 1975 Guerillas
- 1979 A Bend in the River
- 1984 Finding the Centre
- 1987 The Enigma of Arriva
- 1994 A way in the World
- 2001 Half a Life
- 2004 Magic Seeds

### Assaig
- 1962 The Middle Passage: Impressions of Five Societies - British, French and Dutch in the West Indies and South America
- 1964 An Area of Darkness
- 1969 The Loss of El Dorado
- 1972 The Overcrowded Barracoon and Other Articles
- 1977 India: A Wounded Civilization
- 1980 A Congo Diary
- 1980 The Return of Eva Perón and the Killings in Trinidad
- 1981 Among the Believers: An Islamic Journey
- 1984 Finding the Centre
- 1989 A Turn in the South
- 1990 India: A Million Mutinies Now
- 1992 Homeless by Choice, amb R. Jhabvala and Salman Rushdie
- 1994 Bombay, amb Raghubir Singh
- 1989 Beyond Belief: Islamic Excursions among the Converted Peoples
- 1999 Between Father and Son: Family Letters, editat per Gillon Aitken
- 2003 Literary Occasions: Essays, editat per Pankaj Mishra